# سوسک زبان‌گنجشک
سوسک زبان‌گنجشک (نام علمی: Agrilus planipennis) نام یک گونه از خانواده گوهرسوسکان است. این سوسک بومی شمال‌شرق آسیا می‌باشد و از درختان زبان‌گنجشک تغذیه می‌کنند.
ماده‌ها تخم‌های خود را در شکاف‌های پوست درختان زبان‌گشادی می‌گذارند و کرمینه‌ها زیر پوست درخت تغذیه می‌کنند تا پس از یک تا دو سال به شکل بالغ بیرون آیند.این سوسک در زیستگاه بومی خود معمولاً با تراکم پایین زندگی می‌کند و آسیب چشمگیری به درختان بومی وارد نمی‌کند. اما در خارج از زیستگاه اصلی یک آفت مهاجم به شمار می‌آید و به شدت برای درختان زبان‌گنجشکی بومی اروپا و آمریکای شمالی مخرب است. پیش از کشف آن در آمریکای شمالی، اطلاعات اندکی درباره این سوسک در زیستگاه طبیعی‌اش وجود داشت؛ بنابراین، بیشتر پژوهش‌های زیست‌شناسی مربوط به آن در آمریکای شمالی انجام شده است.
دولت‌های محلی در آمریکای شمالی در تلاش هستند تا با پایش گسترش آن، متنوع‌سازی گونه‌های درختی، و استفاده از آفت‌کش‌ها و روش‌های کنترل زیستی، آن را مهار کنند.

## تاریخچه
کشیش و طبیعت‌دان فرانسوی، آرماند دیوید، نمونه‌ای از این گونه را در یکی از سفرهایش به امپراتوری چین  در دهه‌های ۱۸۶۰ و ۱۸۷۰ گردآوری کرد. او نخستین بار این سوسک را در پکن مشاهده کرد و به فرانسه فرستاد که نخستین توصیف کوتاه از سوسک زبان‌گنجشک به دست حشره‌شناس لئون فرمر در سال ۱۸۸۸ در نشریه Revue d'Entomologie منتشر شد. یان اوبنبرگر بدون آگاهی از توصیف فرمر، توصیف جداگانه‌ای با نام‌گذاری این گونه به عنوان Agrilus marcopoli در سال ۱۹۳۰ منتشر شد.